# Sense reserves
Sense reserves (títol original en anglès No Reservations) és una pel·lícula de coproducció nord-americana i australiana del 2007, dirigida per Scott Hicks, dins del gènere de comèdia dramàtica. Els protagonistes són Catherine Zeta-Jones, Aaron Eckhart, Abigail Breslin i Patricia Clarkson. La pel·lícula és una nova versió de la cinta alemanya de l'any 2001 Bella Martha, tot i que manté força diferències amb la versió primitiva. Aquesta pel·lícula ha estat doblada al català.

## Argument
Kate Armstrong (Catherine Zeta-Jones) és una prestigiosa xef de cuina a càrrec d'un famós restaurant que, a causa de la defunció de la seva germana, es veu obligada a convertir-se en la tutora de Zoe (Abigail Breslin), la seva neboda de nou anys. Alhora, apareix Nick Palmer (Aaron Eckhart) com a nou xef incorporat al personal del restaurant, que pren decisions audaces que generen una forta rivalitat. Kate haurà d'aprendre a bregar amb la tensió que es produeix quan lentament la seva rivalitat amb Nick va transformant-se en un romanç.
El desafiament final de Kate és aprendre a connectar-se amb Zoe per tenir una relació propera i mostrar-li el seu afecte, a més de trobar la manera de ser feliç al costat de Nick.

## Repartiment
- Catherine Zeta-Jones: Kate Armstrong.
- Aaron Eckhart: Nicholas Nick Palmer.
- Abigail Breslin: Zoe.
- Patricia Clarkson: Paula.
- Jenny Wade: Leah Scott.
- Bob Balaban: el terapeuta.
- Brian F. O'Byrne: Sean Paul.
- Celia Weston: la senyora Peterson.
- Lily Rabe: Bernadette.
- Eric Silver: John.
- Arija Bareikis: Christine.
- John McMartin: Mr. Peterson.
- Zoë Kravitz: Charlotte.
- Matthew Rauch: Ken.
- Dearbhla Molloy: Anna.
- Stephanie Berry: Ellen Parker.
- Matt Servitto: un metge.
- Yevgeniy Dekhtyar: el comerciant de patates.
- Fulvio Cecere: Bob, el venedor de peix.
- Ako: el venedor de verdures.
- Frank Santorelli: el venedor de llagostes.
- Cremen Lewis: Arden, un cuiner.
- A.J. McCloud: A. J., un cuiner.
- Mario Morales: Mario, un cuiner.
- Monica Trombetta: Liz.
- Sam Kitchin: Mr. Mathews.
- Rob Leo Roy.

## Rebuda
La crítica i la impressió sobre la pel·lícula van ser força dispars, tant per als crítics com per al públic, atès que els indicis i les sensacions que l'espectador rep abans d'entrar a la sala fan que esperi trobar-se amb una comèdia romàntica. Sense reserves no ho és, encara que tingui algunes pinzellades d'humor per condimentar millor el drama.
Si bé la cinta té aspectes romàntics en joc, com la relació entre Kate i Nick, que va mutant lentament de rivalitat en amor, també parla de les complicades relacions d'una dona a qui costa expressar els seus sentiments fora de l'àmbit laboral i del desafiament que suposa per a ella i per a una nena òrfena de mare construir una relació.